# Elephantomyia (Xenoelephantomyia) penai
Elephantomyia (Xenoelephantomyia) penai is een tweevleugelige uit de familie steltmuggen (Limoniidae). De soort komt voor in het Neotropisch gebied.